# Chupilca
Chupilca (del quechua chupirka (?), y este de chupi, sopa o del mapudungún kopüllka, mazamorra), también conocida como cupilca, chupirca o pihuelo, es el nombre que recibe una bebida alcohólica originaria de la zona sur de Chile que consta de la mezcla entre vino tinto y harina tostada. Otras recetas implican la combinación de vino tinto y azúcar (con hielo opcional en tiempo de verano). Es consumida principalmente durante las fiestas patrias. Este trago era bastante apetecido en fondas populares a principios del siglo XX.
Durante la Guerra del Pacífico, los soldados chilenos preparaban para las batallas una bebida conocida como la «chupilca del diablo», a la cual le atribuían poderes mágicos y aumentaba su agresividad. El nombre del mismo proviene de la similitud entre los ingredientes de ambas bebidas, las cuales en el caso de la «chupilca del diablo» correspondían a aguardiente y pólvora.
La Chupilca fue, además, uno de los tragos preferidos del poeta Pablo de Rokha, quien incluso le dedicó unos versos en su "Epopeya de las comidas y bebidas de Chile": "Si usted se presenta malo del cuerpo, tómese una gran Chupilca de madrugada / y frótese las manos de gusto".
Vulgarmente, el término «chupilca» suele utilizarse en la misma zona para referirse a diferentes objetos o situaciones relacionadas con el consumo de alcohol; sin embargo, el significado puede variar en gran medida dentro de distintos grupos sociales.